# Полицейский седан
«Полице́йский седа́н» (англ. Crown Vic) — американский художественный фильм 2019 года, полицейская драма о событиях, которые выпало пережить двум напарникам-полицейским из Департамента полиции Лос-Анджелеса на протяжении одной ночной смены. Фильм назван по имени полицейского автомобиля, на котором перемещаются герои, седана марки Ford Crown Victoria. Фильм стал дебютом режиссёра Джоэла Соузы в полнометражном кино.
Премьера фильма состоялась 26 апреля 2019 года на кинофестивале «Трайбека». В американский прокат фильм вышел 8 ноября того же года.

## Сюжет
В ночную смену по одному из районов Лос-Анджелеса выезжает седан Crown Vic с двумя полицейскими — опытным Рэем Манделом, который служит патрульным уже на протяжении 25 лет, и новичком Ником Холландом, для которого эта смена первая. Во время патрулирования двое постоянно обсуждают свои взгляды на жизнь и службу, между ними много различий: так, Ник женат и скоро с энтузиазмом ожидает рождения дочери, тогда как Рэй разведён и считает, что даже жене человек не может доверять, потому что не знает её по-настоящему; Ник также обнаруживает, что в реальности при патрулировании всё происходит не совсем так, как предписано инструкциями. С напарниками на протяжении ночи происходит целый ряд происшествий. Они обнаруживают горящий автомобиль с трупом внутри. Затем они сталкиваются с припаркованным на тротуаре автомобилем, в котором сидит вдрызг пьяная девушка. Они также задерживают мексиканца, который убегает после ограбления магазина. Один из вызовов поступает от женщины по имени Клэр, которая считает, что за ней следят, однако пока Рэй осматривает окрестности, она сама пытается приставать к Нику, а внезапно появившийся муж начинает угрожать полицейским.
Ситуация осложняется тем, что в эту же ночь в патрулируемом Рэем и Ником районе находится полицейский в штатском Джек Ван Зандт, ветеран афганской войны, человек «без тормозов», который хочет разыскать наркомана, поцарапавшего ему щёку, и убить его. Когда Рэй и Ник обнаруживают Ван Зандта, жестоко избивающего свою жертву, Рэй пытается уговорить Джека остановиться, но не выдержавший зрелища Ник достаёт пистолет. Это вызывает нервный припадок у Ван Зандта, которого уводит его напарник, а раненого Рэй и Ник оттаскивают, чтобы его забрала «Скорая». В эту ночь у Рэя есть и одно личное дело: не так давно был убит его напарник Питерс, жену которого Трейси не интересует ничего, кроме наркотиков, при этом их девятилетняя дочь куда-то пропала. Рэю удаётся узнать, что знакомый Трейси Флойд продал девочку наркоторговцу, который использует детей для разноса «товара», после чего убивает их. В какой-то момент Рэй приказывает Нику снять бейдж и заклеить номера машины и направляется к дому наркоторговца. Там он силой отнимает девочку, а затем убивает наркоторговца, обещающего вскоре опять разыскать девочку и надругаться над ней. Девочку Рэй отвозит к её бабушке. Ник в шоке от происходящего, однако Рэй предлагает ему представить, что на месте девочки была бы дочь Ника. Затем Рэй признаётся, что девочка на самом деле является его дочерью, причём его напарник не знал об этом.
Смена близится к завершению, и патрульные встречают автомобиль, выехавший на повороте на красный свет. Ник решает разобраться и подходит к нарушителям. По случайности, это оказываются грабители банка, утром того же дня в перестрелке убившие полицейского. Когда Ник просит водителя выйти из машины, сидящий рядом пассажир начинает стрелять. Нику удаётся убить его, но водитель приставляет пистолет к его голове. Однако Рэй метким выстрелом ранит преступника в голову, и его арестовывают. Рэй и Ник возвращаются в полицейское управление и прощаются до завтра.

## В ролях
- Томас Джейн — Рэй Мандел
- Люк Клайнтенк — Ник Холланд
- Бриджет Мойнэхэн — Трейси Питерс
- Джош Хопкинс — Джек Ван Зандт
- Дэвид Крамхолц — Строук, напарник Ван Зандта
- Скотти Томпсон — Клэр
- Девон Веркхейзер — Флойд
- Эмма Ишта — Элли

## Отзывы
Фильм получил смешанные оценки критиков, отмечавших сходство сюжета с целым рядом других «бадди-муви» о полицейских. Тем не менее, актёрская работа Томаса Джейна была оценена высоко.